# Castel Vittorio
Castelvittorio là một đô thị ở tỉnh Imperia trong vùng Liguria của Ý, tọa lạc khoảng 120 km về phía tây nam của Genoa và khoảng 30 km về phía tây của Imperia. Tại thời điểm ngày 31 tháng 12 năm 2004, đô thị này có dân số 364 người và diện tích là 25,8 km².
Castelvittorio giáp các đô thị sau: Apricale, Bajardo, Isolabona, Molini di Triora, Pigna và Triora.